# Camptopleura
Camptopleura is een geslacht van vlinders van de familie dikkopjes (Hesperiidae), uit de onderfamilie Pyrginae.

## Soorten
- C. auxo (Möschler, 1878)
- C. impressus (Mabille, 1887)
- C. janthinus (Capronnier, 1874)
- C. oaxaca Freeman, 1968
- C. termon (Hopffer, 1874)
- C. theramenes Mabille, 1877